# Welykyj Beresnyj
Welykyj Beresnyj (ukrainisch Великий Березний; russisch Великий Берёзный/Weliki Berjosny, slowakisch Veľký Berezný, ungarisch Nagyberezna) ist eine Siedlung städtischen Typs im Westen der Ukraine. Der ehemalige Hauptort des Rajons Welykyj Beresnyj hat ungefähr 6600 Einwohner auf einer Fläche von 4,1 km² und wird vom Fluss Usch durchflossen. Die Oblasthauptstadt Uschhorod liegt etwa 45 Kilometer südlich, die Grenze zur Slowakei verläuft unmittelbar entlang des westlich gelegenen Bergrückens.
|  |  |

Der Ort, dessen Name ins deutsche übersetzt in etwa „Großer Birkenwald“ bedeutet, wurde 1409 zum ersten Mal erwähnt, 1427 war er in Zusammenhang mit den Besitzungen der Drugeths als Nagberezna bezeichnet. Bis 1919 war er Teil Ungarns im Komitat Ung und erhält während dieser Periode im Jahr 1894 durch den Bau einer Lokalbahnstrecke von Ungvár (heute Uschhorod) ausgehend einen Anschluss an das Eisenbahnnetz, ab 1905 führte die Bahnstrecke Lwiw–Sambir–Tschop auch weiter nordwärts über die Karpaten nach Galizien. 1910 lebten hier offiziell 2822 Einwohner, von denen 1120 russinischsprachig, 930 deutschsprachig, 426 ungarischsprachig und 300 slowakischsprachig waren.
Von 1919 bis 1938 gehörte der Ort zur Tschechoslowakei. Nachdem er 1945 ein Teil der Sowjetunion geworden war, erhielt er am 30. Mai 1947 den Status der Siedlung städtischen Typs.
Seit einigen Jahren verfügt das benachbarte Malyj Beresnyj über einen Grenzübergang zur slowakischen Gemeinde Ubľa.

## Verwaltung
Am 8. September 2019 wurde die Siedlung städtischen Typs zusammen mit 7 umliegenden Dörfern zum Zentrum der neu gegründeten Siedlungsgemeinde Welykyj Beresnyj (Великоберезнянська селищна громада/Serednjanska selyschtschna hromada). Bis dahin bildete sie die Siedlungratsgemeinde Welykyj Beresnyj (Великоберезнянська селищна рада/Serednjanska selyschtschna rada) im Rajon Welykyj Beresnyj. Am 14. Juli 2020 wurde die Gemeinde dann ein Teil des Rajons Uschhorod.
Folgende Orte sind neben dem Hauptort Welykyj Beresnyj ein Teil der Gemeinde:
| Name                     | Name                | Name                                       | Name                                | Name                            | Name    |
| ukrainisch transkribiert | ukrainisch          | russisch                                   | slowakisch                          | ungarisch                       | deutsch |
| ------------------------ | ------------------- | ------------------------------------------ | ----------------------------------- | ------------------------------- | ------- |
| Behendjazka Pastil       | Бегендяцька Пастіль | Бегендяцкая Пастиль (Begendjazkaja Pastil) | Beginďatská Pastiľ, Begenďat Pastiľ | Alsópásztély, Begengyátpásztély | -       |
| Knjahynja                | Княгиня             | Княгиня (Knjaginja)                        | Kňahynín, Kňahinina                 | Csillagfalva, Knyahina          | -       |
| Kostewa Pastil           | Костева Пастіль     | Костева Пастиль                            | Kosťova Pastiľ, Kosťeva Pastiľ      | Nagypásztély, Kosztovapásztély  | -       |
| Rostozka Pastil          | Розтоцька Пастіль   | Розтокская Пастиль (Rostokskaja Pastil)    | Roztocká Pastiľ, Roztoka Pastiľ     | Felsőpásztély, Rosztokapásztély | -       |
| Ruskyj Motschar          | Руський Мочар       | Русский Мочар (Russki Motschar)            | Močár, Ruský Močar                  | Oroszmocsár                     | -       |
| Sabrid                   | Забрідь             | Забродь (Sahorb)                           | Zábroď                              | Révhely, Zábrogy                | -       |
| Strytschawa              | Стричава            | Стричава (Stritschawa)                     | Stričava                            | Eszterág, Sztricsava            | -       |

## Söhne und Töchter
- Pavel Gajdoš (1936–2022), tschechoslowakischer Turner